# Frullania oakesiana
Frullania oakesiana là một loài Rêu trong họ Jubulaceae. Loài này được Austin mô tả khoa học đầu tiên năm 1869.